# Crô: O Filme
Crô: O Filme es una película de comedia dramática brasileña de 2013, es un spin-off de la telenovela Fina Estampa, se centra en el personaje Crodoaldo Valério. La película es dirigida por Bruno Barreto y escrito por el creador del personaje, Aguinaldo Silva. Se estrenó en los cines el 29 de noviembre de 2013 y fue visto por 337.000 personas, recaudando alrededor de R$ 4,4 millones.

## Trama
Después de heredar toda la fortuna de Tereza Cristina, Cró está cansado de la vida de un millonario. Decide encontrar una nueva musa a la que pueda dedicar su vida, comienza una búsqueda a través de entrevistas con varias mujeres ricas. El objetivo de esto es encontrar al que es el mejor calificado para que pueda servir como mayordomo él mismo, tal como lo hizo con su antiguo jefe. Sin embargo, después de evaluar a muchos termina dándose cuenta de que la musa ideal es la que nunca había imaginado, Al mismo tiempo, Crodoaldo está enamorado de su conductor, el baltazar homofóbico a quien llama Zoiúdo.

## Elenco
- Marcelo Serrado, Crodoaldo "Crô" Valério

- Alexandre Nero, Baltazar "Zoiúdo" Fonseca
- Carolina Ferraz, Vanusa Ribeiro
- Kátia Moraes, Marilda
- Milhem Cortez, Riquelme
- Urzula Canaviri, Paloma Arce
- Carlos Machado, Jean-Jacques
- Ivete Sangalo, Alzira Valério
- Nataly Cabanas, Elena Arce
- Mari Nogueira, Juana
- Luciana Paes, Ariadne Fontura
- Alice Assef, Gilda
- Karin Rodrigues, Francisca Oliveira
- Tiago Abravanel, Juiz de Paz
- Jacqueline Dalabona, Madame
- David Brasil, sí mismo
- Salete Campari, invitado de la boda
- Ana Maria Braga, sí misma
- Gaby Amarantos, sí misma